# Vlasovec oční
Vlasovec oční (Loa loa) je druh hlístice (velikost 30–50 mm), který parazituje ve spojivkovém vaku mezi spojivkou a bělmem. Způsobuje svědění oka, záněty spojivek a slzných váčků. Může vést k zánětům kůže a poruchám vidění. Stejně jako vlasovec mízní se přenáší zejména bodavým hmyzem s denní aktivitou, ovádi rodu Chrysops včetně druhů C. dimidiata a C. silacea, v tropických oblastech Afriky. Objevuje se také v podkoží (častější než v oku), kde vznikají silně zánětlivé a bolestivé otoky, které mohou cestovat po těle. Tyto otoky se nazývají „Calabar swelling“ („kalabarské/kamerunské boule“) podle endemické oblasti v Nigerii. Kalabarské otoky jsou časté na končetinách v okolí kloubů a jsou většinou na dotek elastické. Parazit způsobuje také loalózu. Vlasovec oční je jedním ze tří parazitických filariálních hlístic, které u lidí způsobují podkožní filariózu . Další dva jsou Mansonella streptocerca a Onchocerca volvulus (způsobuje říční slepotu)

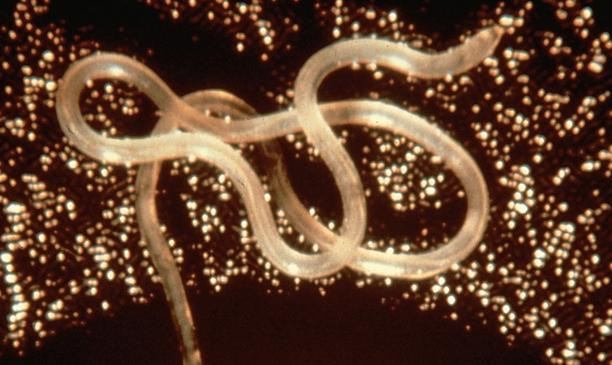
dospělec vlasovce očního

Loa loa znamená „červ červ“ ale je znám jako „oční červ“.

## Výskyt
Vlasovec oční se vyskytuje primárně ve střední a západní Africe. Obývá hlavně deštné pralesy v západní Africe a má původ v Etiopii. Riziko nakažení se zvyšuje během dne a během období dešťů.

## Morfologie
Vlasovec oční má oddělené pohlaví = pohlavní dimorfismus. Samec bývá menší než samice. Je to endoparazit. Tělo má protáhlé bez segmentů, článků. Bývá pokryt obalem (pochvou), aby byl chráněn před trávicími enzymy, které se vyskytují uvnitř trávicí soustavy mezihostitele. Má průchozí trávicí soustavu. Vyskytuje se u něj velká nadprodukce potomků (larev mikrofilárií). Velikost těchto larev je 250–300 μm.

## Životní cyklus

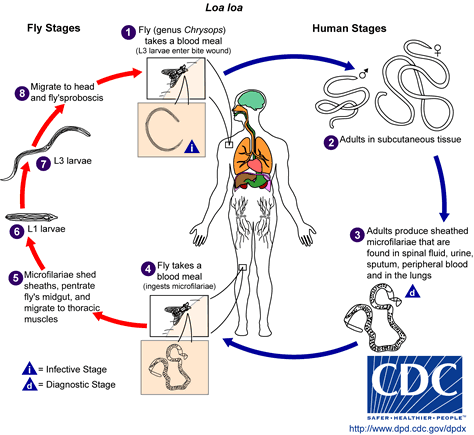
životní cyklus vlasovce očního

Člověk je definitivní hostitel, kde dosahují červi pohlavní dospělosti a kde se množí. Ovádi (Chrysops) jsou mezihostitelé, ve kterých se červi vyvíjí.
Na člověku cizopasí infikovaný ovád. Při sání krve do těla člověka aktivně vniknou larvy vlasovce (L3 stádium – infekční) z ústního ústrojí ováda a ty se dostanou do podkoží, kde dospívají v dospělce (dospívání trvá přibližně 6 měsíců) a dále se rozmnožují. V dospělosti samička produkuje živé larvy (mikrofilárie), které přes se přes den vyskytují v krvi (microfilaria diurna). V noci se přesouvají do plic. V krvi čekají na přenašeče s denní aktivitou, což je ovád, až je vysaje spolu s krví, aby mohly dále parazitovat. Dospělci se dožívají 10–15 let, po celou dobu zůstávají v podkoží, nebo mohou odcestovat do oka, kde se usazují ve spojivkovém vaku. Dospělci vlasovce očního se pohybují rychlostí menší než 1cm za minutu.

Když se mikrofilárie dostanou opět do mezihostitele (ovád), začnou shazovat své obaly (pochvy) a začnou pronikat do středního střeva ováda. Odtud začnou cestovat do hrudních svalů, kde se vyvíjejí v průběhu 1 až 2 týdnů z L1 stádia na L3 stádium, kdy jsou schopni infikovat definitivního hostitele. V L3 stádiu začnou migrovat do hlavy ováda a dostávají se do ústního ústrojí (do sosáku – spodní pysk, atd.), kde vyčkávají, až bude ovád opět sát z definitivního hostitele. Když se dostane znovu do definitivního hostitele, celý cyklus se opakuje. (viz obrázek životního cyklu)

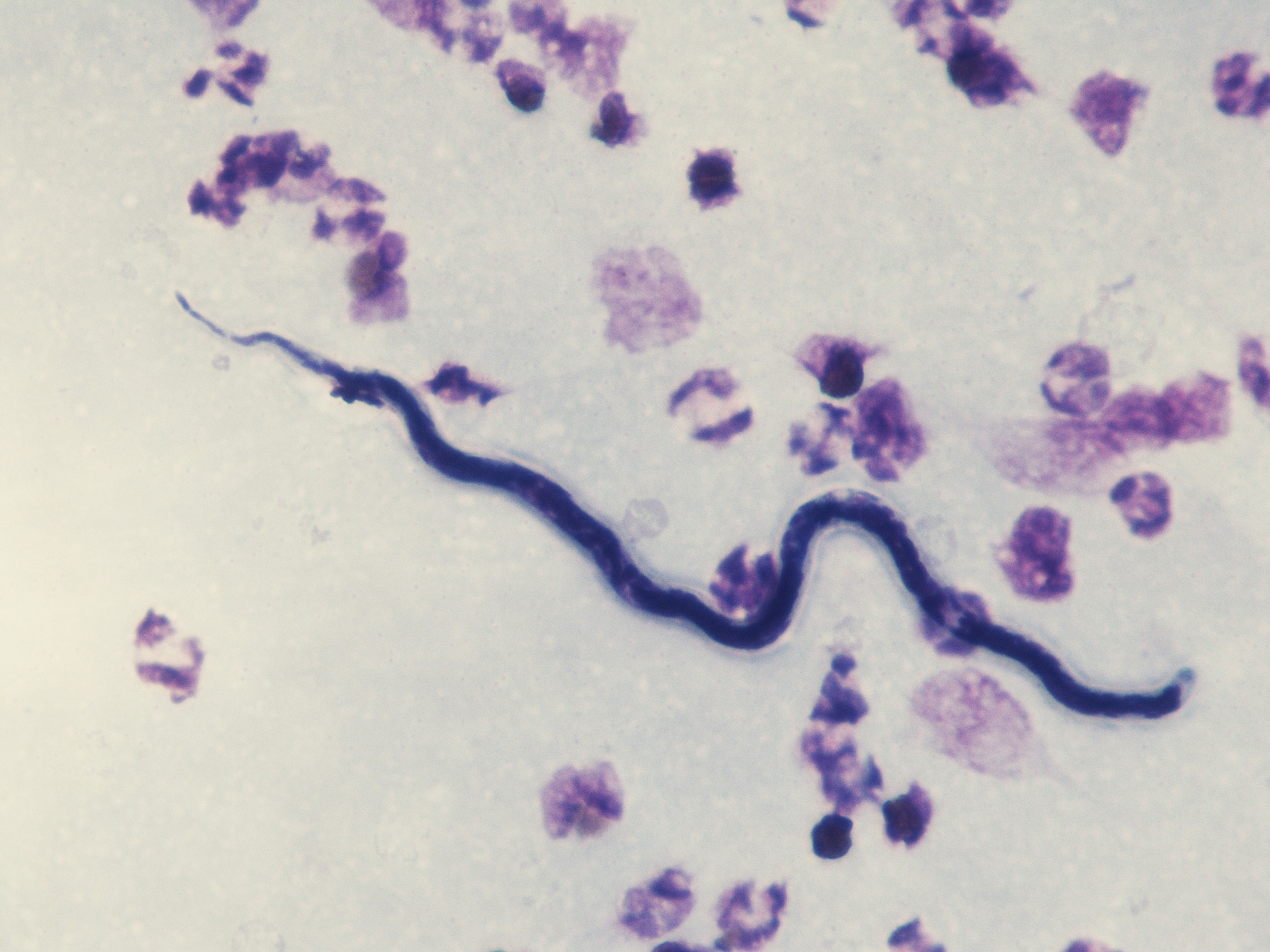
mikrofilárie vlasovce očního

## Nemoc

### Symptomy:
V západní a střední Africe je infikováno 20–30 milionů lidí. Tito lidé nemívají symptomy. U cestovatelů tropickými oblastmi se může projevit horečka a vyrážka. Nákaza u cestovatelů, kteří byli v endemických oblastech méně než 3 měsíce, není častá. Nakazit se může člověk jakéhokoliv věku či pohlaví.
Otoky se nejčastěji objevují v horních končetinách a v dolních končetinách. Někdy i na obličeji. Otoky obvykle svědí a objevuje se na nich vyrážka.
Jedním nejvýraznějším příznakem filariózy je bolest a svědění oka, když se červ dostane do oka, kdy způsobuje až záněty spojivek a slzných váčků, v nejhorších případech i slepotu. V tomto případě se může odstranit snadnou chirurgickou procedurou s lokální anestezií.

### Nahlášené případy (příklady):
- 25letá žena, která se vrátila z ostrova Bioko, Guinea
- 25letá žena, která částečně ztratila zrak a cit z pohybujícího se objektu v jejím levém oku
- 27letý pacient s bolestivým, zarudlým okem
- 30letý Afričan s nepříjemnou bolestí v jeho pravém oku[6]

## Diagnóza
Diagnóza se zjišťuje pravidelným odběrem krve v denní době, kdy se mikrofilárie vyskytují v krvi. Nejlepší doba na odběr krve je mezi desátou hodinou ráno a čtvrtou odpoledne.
Také se určuje přezkoumáním červa z oka, pokud se vlasovec oční vyskytuje v oku.

## Léčba
- Antiparazitikum Ivermektin je lék k potlačení hlístic a některých ektoparazitů (vši, střečci, zákožky). Roku 2015 dostali biochemici William C. Cambell a Satoši Ómura Nobelovu cenu za fyziologii a lékařství za objev tohoto a jemu podobných léků.

- Diethylkarbamazin (perorální podání) [7]
- Na loalózu neexistují vakcíny

## Prevence
Vyhnout se místům výskytu hlístice, ochranné oblečení, repelent.